# مسجد سيدي رمضان
جامع سيدي رمضان أو جامع قصبة القديمة (مسجد القلعة القديمة) هو مسجد في القصبة بالجزائر العاصمة يعود تاريخه إلى عهد السلالات البربرية في العصور الوسطى، يعود تاريخ بنائه إلى القرن العاشر أو القرن الحادي عشر، مما يجعله أقدم مسجد في الجزائر العاصمة. تم بناؤه بالقرب من القصبة البربرية القديمة (القلعة) في المدينة. المصنف تراثا عالميا من طرف اليونسكو.

## التسمية

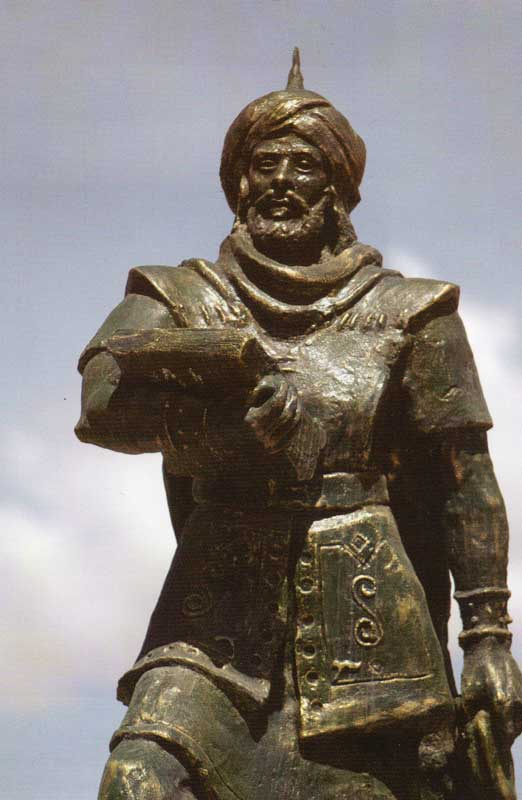
عقبة بن نافع.

تعود تسمية هذا الصرح الديني سيدي رمضان إلى اسم أحد جنود الجيش الإسلامي الذي قدم إلى شمال إفريقيا ضمن حملة الفتوحات الإسلامية التي قادها الفاتح الإسلامي عقبة بن نافع، حيث استقر هذا الجندي بعد ذلك بالجزائر العاصمة، وبعد وفاته تم دفنه في إحدى أركان هذا المسجد، ومنه أخذ هذا الصرح الديني تسميته الحالية.
وتأتي رواية أخرى عن أصل «سيدي رمضان» أنه ولي صالح تعود أصوله إلى أحد عروش مدينة الزيبان ببسكرة.
وقد ذكر الشيخ عبد الرحمن الجيلالي في كتابه تاريخ الجزائر العام هذا الاسم لكن ليس بلفظ «سيدي رمضان» ولكن بلفظ «القائد رمضان» وترجم له قائلا:
كما ذكر «ابن المفتي» هذا الاسم أثناء حديثه عن الجلسات القضائية التي كانت تعقد في المسجد وأهم الشخصيات التي كانت تحضر هذه الجلسات، حيث يقول:

## التاريخ

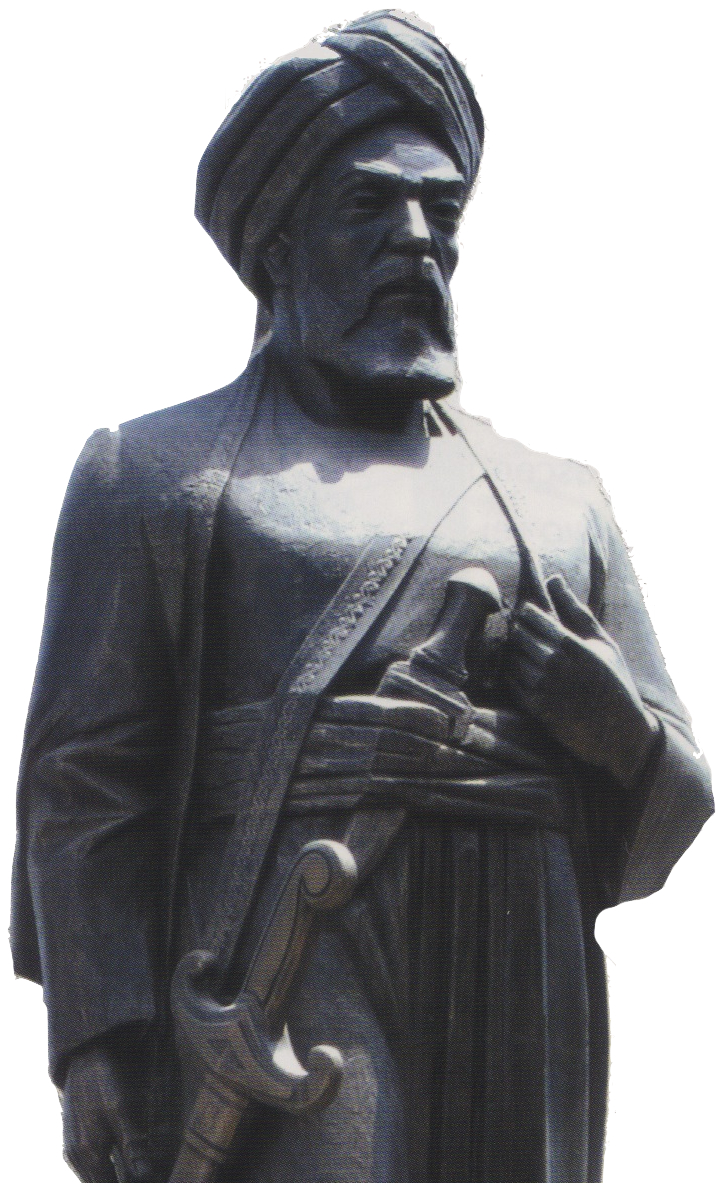
بولوغين بن زيري.

### التشييد
يعود تاريخ بنائه إلى القرن العاشر أو القرن الحادي عشر، مما يجعله أقدم مسجد في الجزائر العاصمة. تم بناؤه بالقرب من القصبة البربرية القديمة (القلعة) في المدينة.
وقد ورد أن مسجد سيدي رمضان تم تدشينه في عهد بولوغين بن زيري في سنة 362 هـ الموافق لسنة 973 م.
وفقا لما جاء في بعض الوثائق التاريخية أن تاريخ تأسيس مسجد سيدي رمضان يعود إلى القرنين العاشر والحادي عشر للميلاد، وهو ما أكده العلامة عبد الرحمان الجيلالي الذي كان يشغل منصب إمام خطيب بهذا المسجد سنة 1945م.
ويعتبر مسجد سيدي رمضان أحد حدود جزائر التي بنيت على أنقاض المدينة الرومانية إكوزيوم من الناحية الشمالية، والتي امتدت حدودها إلى باب عزون بالقصبة السفلى المتجهة نحو باب البحر، ومنه إلى باب الوادي.
وقد تم بناء مسجد سيدي رمضان من طرف قبائل أمازيغية في القرن العاشر للميلاد، وذلك انطلاقا من بعض الوثائق التاريخية.
كشفت التنقيبات أن موقعه في أعلى المدينة القديمة كان بالقرب من الأسوار التي كانت تشكل حدود المدينة الأمازيغية ثم التركية، إلا أن جدار حمايتها اختفى خلال الفترة التركية لامتداد المدينة إلى غاية القلعة، وكان يعرف ب «سور سيدي رمضان» أو «سور جامع المدينة القديمة» الذي كان يضم بابا خارجيا يعرف بـ«باب سيدي رمضان».

### لوحة تذكارية
توجد في مسجد سيدي رمضان رخامة موضوعة في ركن من أركان المقصورة مكتوب عليها ما يلي:

### الاحتلال الفرنسي
عكس المساجد الأخرى التي حولها الاحتلال الفرنسي إلى كنائس أو مراقد أو اصطبلات، ظل مسجد سيدي رمضان يؤدي وظيفته، رغم أن أوقافه قد صودرت وهي أوقاف هامة قدرت بخمسين بناية يستعمل مدخولها للصرف على الجامع وموظفيه. وأضاف الفرنسيون لـمسجد سيدي رمضان بابين خارجيين إضافيين، أحدهما يطل على شارع سيدي رمضان، والثاني يطل على شارع علي زراري.

### الأوقاف
كان لـمسجد سيدي رمضان أوقاف يصل عددها 50 عقارا وبناية تصرف وارداتها على مختلف احتياجات هذا المسجد الجامع، ولقد تمت مصادرة هذه الأوقاف من طرف الفرنسيين، وهي أوقاف هامة كان يستعمل مدخولها للصرف على الجامع وموظفيه، وكان هناك فرن بباب عزون قد تم حبسه للمسجد سنة 1224م.

### التوسعة
شهد مسجد سيدي رمضان توسعة مست قاعة الصلاة خلال القرون الماضية ن وقامت هذه التوسعة بإخفاء المحراب العتيق مكن أجل بناء آخر جديد.

## التصنيف

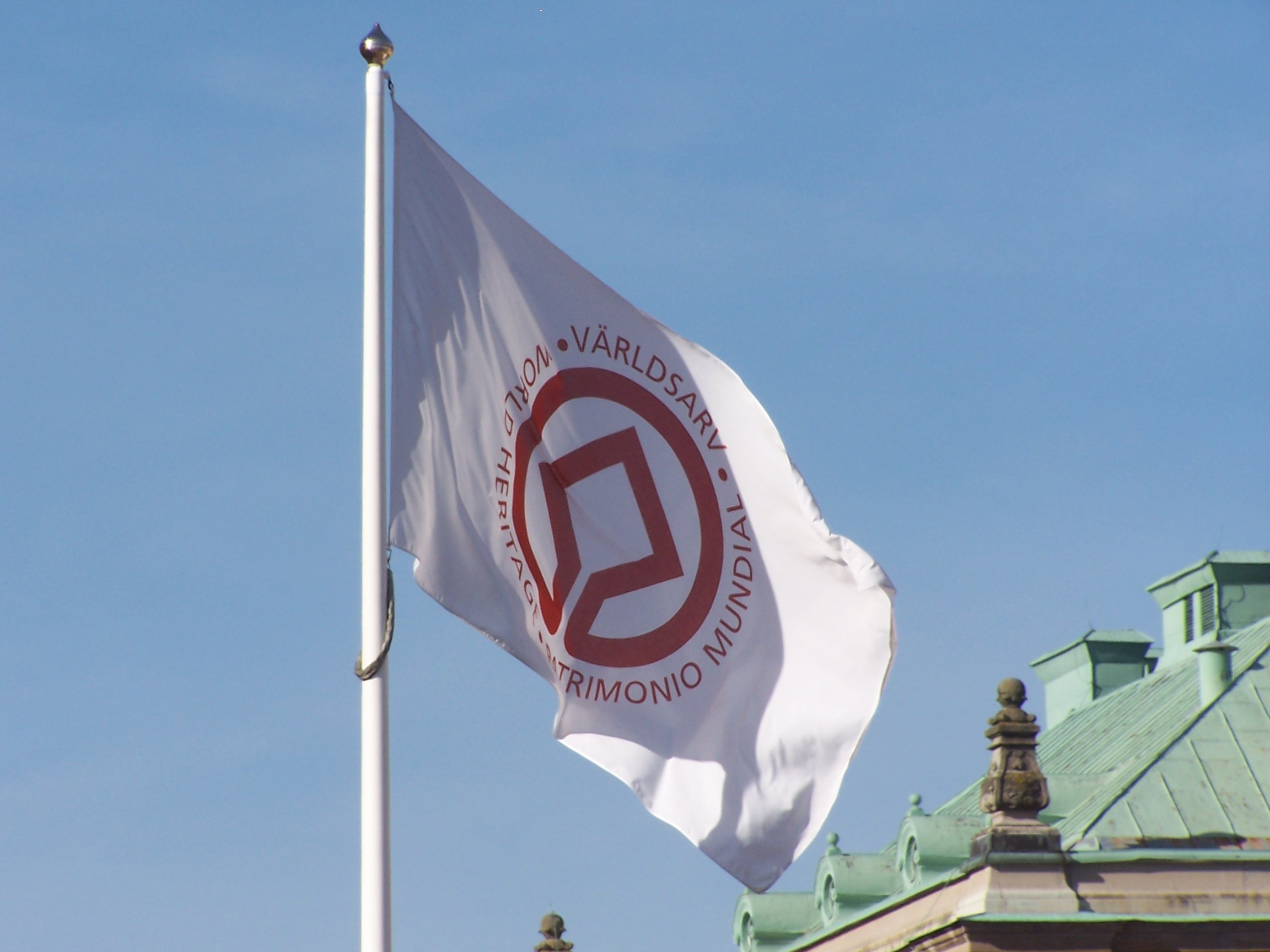
علم موقع تراث عالمي

تم تسجيل وتصنيف مسجد سيدي رمضان ضمن التراث الوطني الجزائري في 26 فيفري 1904م.
وقد تم تصنيف جامع سيدي رمضان ضمن القصبة من قبل اليونسكو كموقع تراث عالمي ثقافي تحت رقم 565 يجب الحفاظ عليه منذ سنة 1992م، إذ يحتفل بـاليوم العالمي للقصبة في 23 فيفري من كل عام، كونه يعدّ رمزا وتاريخا يحكي في طياته تاريخ وحضارة.

## الموقع
يقع مسجد سيدي رمضان في القصبة العليا، وهو مسجد متميز من حيث موقعه وترسيخ تاريخه في رحم الجزائر العميقة، فهو يقع بالمكان الذي أقيمت فيه القصبة القديمة التي أسسها الأمازيغ قبل وصول العثمانيين، وذلك استنادا إلى ما ورد في كتاب «مساجد مدينة الجزائر» للدكتور «بن حموش»، وبعد الدخول العثمانيين تم توسيع القصبة العتيقة إلى أعالي العاصمة على نفس النسق المعماري للمدينة القديمة، مما يبدو أنها شيدت في مرحلة واحدة، ومصممة على يد مهندس واحد، وكان يطلق على هذا المسجد خلال هذا التاريخ استنادا إلى ذات المصدر اسم مسجد القصبة القديمة.
ويقع هذا الجامع في الزاوية المكونة من شارع علي زراري وشارع سيدي رمضان.

## الوصف

سقف مسجد سيدي رمضان

كانت القصبة تضم 13 جامعا و109 مسجدا و32 ضريحا و12 زاوية، أي ما مجموعه 166 معلم ديني عشية الاحتلال الفرنسي في سنة 1830م، وأغلبية هذه المعالم هدمت أو اندثرت في الفترة الاستعمارية، كمسجد السيدة، مسجد سيدي ربي، ومسجد ميزومورتو الكبير. وفي سنة 1862 لم يبق إلا 9 جوامع و19 مسجدا و15 ضريحا و5 زوايا.
يصف ألبرت دلفو هندسته المعمارية بأنها بربرية الطراز، مع مئذنة مربعة ثقيلة، وسقوف مزدوجة الطبقة ومغطاة بالبلاط. ولكن وفقًا له، فإنه لا يقدم أي نوع من أنواع الزينة الخاصة ويبدو بنية معمارية قاسية على الإطلاق. يتوافق هذا المسجد مع البيئة الفقيرة والمتقلبة التي صلى فيها أول سكان مدينة الجزائر.
يوجد على جانب باب مسجد سيدي رمضان غرفة صغيرة تسمى المقصورة، تسمى كذلك بـالبوييتة، وغرفة مخصصة للإمام الخطيب وعين ماء وميضأة، وغرفة مظلمة تضم ضريح الولي سيدي رمضان.
وكمثل المساجد التي بناها الأمازيغ، فإن هذ المسجد مغطى بسطوح مضاعفة من القرميد، ويبلغ عدد السطوح المضاعفة تسعة موضوعة عرضيا، وللمسجد شكل شبه مستطيل، وبداخله ثمانية عشر عمودا تتوزع على ثلاثة أروقة ويبتعد بعضها على بعض بتسعة أمتار، وفي جهة العرض يبلغ عدد صفوف العقود تسعة، وهي توافق بذلك عدد أسطح السقف، أما المئذنة رباعية الأضلاع فتذكر بالمصليات ذات الطراز المغاربي الذي كان سائدا في القرنين الثاني عشر والثالث عشر الميلاديين.
ويوجد بواجهة المسجد باب صغير يدخل إلى مقصورة الإمام الصغيرة، وعين عذبة، كما توجد غرفة صغيرة مظلمة ليس لها أي اتصال مع داخل المسجد وتنفتح على الخارج بفتحتين صغيرتين، وفيه ضريح الولي سيدي رمضان.
كما كان بجانب المسجد مكان يدعى المصلى، أين كانت تقام صلاة الجنازة وميضأة لا تنفتح على داخل المسجد.

### السقف
يشترك مسجد سيدي رمضان مع مسجد القشاش ومسجد بن نيقرو والجامع الكبير بالعاصمة في سقفه القرميدي ذي اللون الأحمر الذي ينقسم إلى تسع مسطحات متباينة الاتجاه موضوعة باتجاه عرض المسجد.
ويندرج هذا النوع من السقوف القرميدية في الطراز المعماري الأمازيغي.
يحمل السقف ثمانية عشر عمودا من الحجارة تبعد عن بعضها بحوالي ثلاثة أمتار.
ويشد سقف المسجد أربعة أعمدة عادية الشكل، أو عَرسة، تنتهي بنقوش هندسية مميزة نحو الأعلى.
وينقسم سقف المسجد إلى ثلاثة أروقة طويلة وتسعة عرضية تتناسب مع مسطحات السقوف القرميدية.

### قاعة الصلاة

قاعة الصلاة في مسجد سيدي رمضان

تصادف السقيفة الزائر الداخل إلى مسجد سيدي رمضان قبل ولوجه منها إلى قاعة الصلاة مباشرة، حيث يوجد بها محرابان، الحالي المخصص للإمامة، والقديم الذي ظهر بعد الترميم.
وقاعة الصلاة لهذا المسجد تمثل شبه مستطيل طوله 32 مترا، وعرضها 12 مترا، متجها من الشمال إلى الجنوب، لكنه ينحرف في آخر جنبه الجنوبي نحو الغرب بزاوية منفرجة.

### المحراب
المحراب الموجود حاليا يتوسط جامع سيدي رمضان هو من نفس نموذج المحاريب المتواجدة بمساجد الجزائر التي بنيت من طرف العثمانيين.
أما المحراب الأصلي الذي تم إنشاؤه مع تأسيس المسجد أول مرة، فإنه لم يظهر إلا بعد عملية الترميم التي قامت بها وزارة الثقافة.

### المنبر
يضم جامع سيدي رمضان إلى جوار المحراب منبرا خشبيا.

### العرصات
تتميز العرصات في مسجد سيدي رمضان بكونها مصنوعة من الرخام.

### الزخرفة
تم صنع الزخرفة الداخلية لمسجد سيدي رمضان من الزليج الذي جيء به من الورشات التونسية، وهو نفس الزليج الموجود في أغلبية القصور العثمانية التي كانت توجد في القصبة السفلى.

### المنارة

منارة مسجد سيدي رمضان

يحتوي جامع سفير على منارة أو مئذنة رباعية الشكل تشبه منارة مسجد علي بتشين الذي يوجد في أسفل القصبة.
وتتناسب هذه المئذنة مربعة الشكل مع مئذنة الجامع الكبير الذي بني على يد المرابطين في سنة 1097م.
إلا أن منارة مسجد سيدي رمضان تتميز بشكلها المتواضع حيث لا ترتفع كثيرا في السماء ولها قاعدة مربعة الشكل يبلغ طولها 12 مترا، وهي ضيقة تضم داخلها 45 درجة مرتفعة، و5 منخفضة جدا.

### المقبرة
توجد مقبرة إلى جانب مسجد سيدي رمضان دفن فيها أعيان مدينة جزائر.

### أبواب المسجد
يحتوي مسجد سيدي رمضان على ثلاثة أبواب خارجية، هي:
- واحد مفتوح على شارع رمضان، وهو مدخل مخصص للرجال.
- الثاني يطل على شارع محمد عزوز، وهو مخصص للنساء.
- الثالث مفتوح على مصلى مخصص لصلاة الجنائز، يقع على شارع محمد أغريب.

## الترميم

ترميم مسجد سيدي رمضان

بدأت أشغال ترميم مسجد سيدي رمضان في سنة 2001م تحت إشراف وزارة الثقافة.
وتم العثور على محراب ثان في مسجد سيدي رمضان أثناء هذه العملية الترميمية التي لحقت بهذا المعلم الديني.
وانتهت أشغال الترميم في مسجد سيدي رمضان في سنة 2010م حين فتح أبوابه من جديد للمصلين.
وكان سكان منطقة القصبة العليا يؤدون الصلاة، طوال فترة الترميم التي دامت تسع سنوات، في أرضية محاذية للمسجد.
وصار هذا الجامع بعد إعادة فتح أبوابه قادرا على استيعاب ألف مصل بعد استكمال أشغال الترميم الداخلية داخل هذه البناية بشكل نهائي.
ثم تواصل استكمال أشغال الترميم الخارجي المتبقي لهذا المسجد العتيق الذي شيد في القرن الحادي عشر في نفس السنة التي شيد فيها المسجد الكبير في أسفل القصبة.

## التسيير

مسجد سيدي رمضان

كان لـمسجد سيدي رمضان العديد من الموظفين الساهرين على عمارته، ومن بينهم:
- وكيل مكلف بشؤون إدارة المسجد.
- إمام يقوم بإلقاء خطبة الجمعة.
- مؤذنان اثنان يعملان بشكل يومي.
- ثلاثة مؤذنين لصلاة الجمعة.
- ستة حزابين.
- خمسة قراء لثلاثة كتب وهي «تنبيه الأنام» و«صحيح البخاري» و«قارئ التوحيد».
- عدة قراء في شهر رمضان.
- مسؤول على الموظفين.
- ثلاثة منظفين.
- فنارجي يتولى شؤون إضاءة أركان المسجد.
- منظف للمراحيض.
- مسؤول مالي أو «خزناجي».

## خطباء المسجد
تداول العديد من الأعلام على الإمامة والخطابة والتدريس في مسجد سيدي رمضان، من بينهم:
| رقم | الإمام الخطيب       | البداية | النهاية |
| --- | ------------------- | ------- | ------- |
| 01  | محمد السعيد بن زكري | 1896م   | 1908م   |
| 02  | عبد القادر المجاوي  | 1908م   | 1913م   |
| 03  | أبو يعلى الزواوي    | 1920م   |         |
| 04  | عبد الرحمن الجيلالي |         | 1945م   |

## معرض الصور

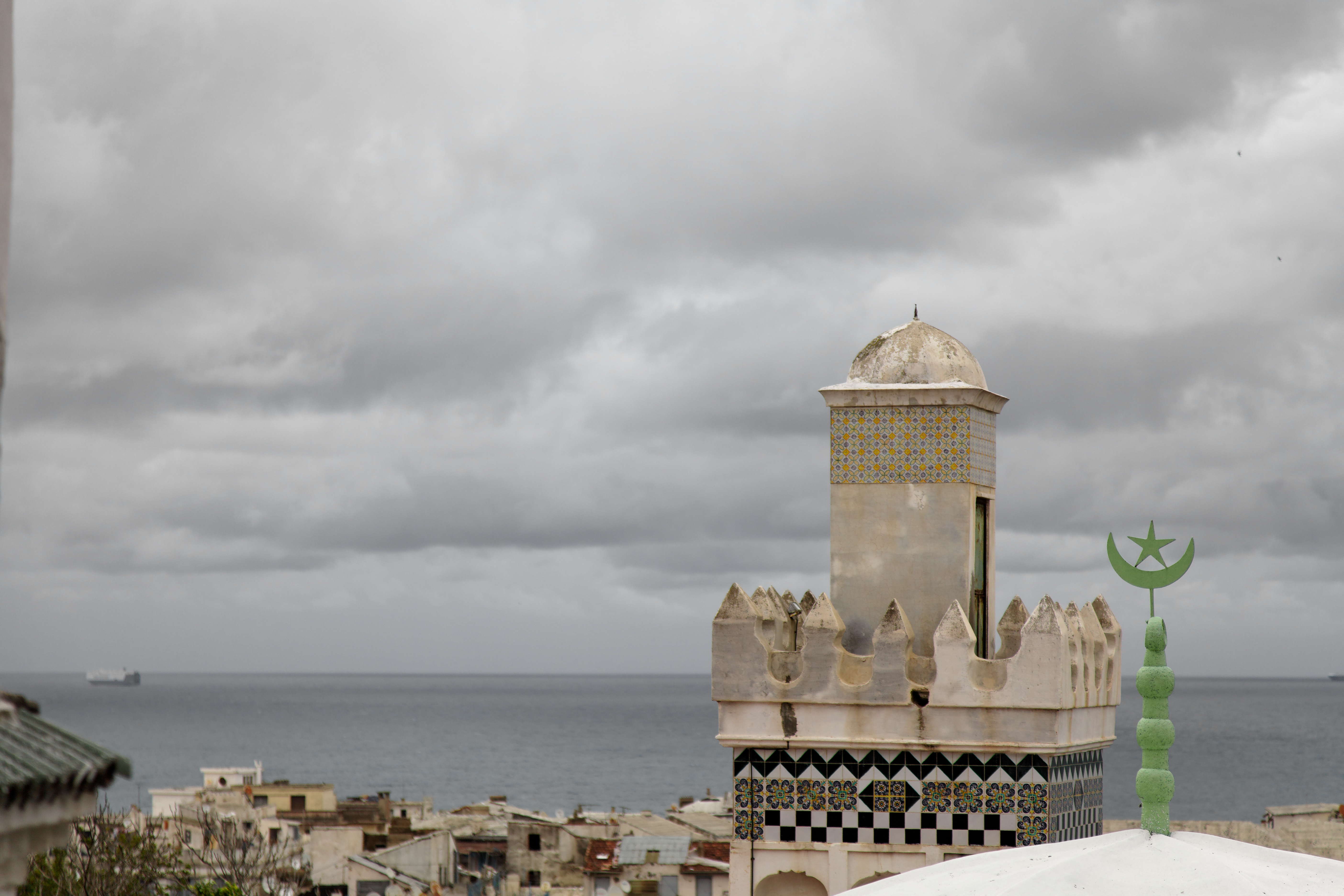
منارة مسجد سيدي رمضان
مسجد سيدي رمضان
ترميم مسجد سيدي رمضان
قاعة الصلاة في مسجد سيدي رمضان
منارة مسجد سيدي رمضان
سقف مسجد سيدي رمضان

## مقالات إضافية
- المرجعية الدينية الجزائرية
- الحزب الراتب
- المركز الثقافي الإسلامي لولاية الجزائر
- قائمة مواقع التراث العالمي في الجزائر
- قائمة مواقع التراث العالمي في الدول العربية
- مواقع التراث العالمي في أفريقيا
- مسجد سيدي إبراهيم البحري
- مسجد سيدي أمحمد بوقبرين